# Teases & Dares
Teases & Dares (deutsch etwa: „Anmachen & Abenteuer“ oder auch als Satz gelesen: „Kim Wilde... macht an und traut sich was“) ist das vierte Studioalbum der britischen Sängerin Kim Wilde. Es wurde im November 1984 bei MCA Records veröffentlicht.

## Hintergrund
Teases & Dares war das erste Album nach dem Labelwechsel zu MCA, nachdem sie die ersten drei Alben bei RAK Records veröffentlicht hatte. Es wurde von Kim Wilde – die erstmals als Produzentin genannt wird – gemeinsam mit ihrem Bruder Ricky und ihrem Vater Marty produziert. Die beiden letzteren schrieben auch die meisten Songs, allerdings schrieb Kim Wilde die Songs Fit In und Shangri-La, und bei Thought It Was Goodbye war sie am Songwriting beteiligt. Bei den beiden erstgenannten Titeln spielte sie zudem die Keyboards ein.
Die erste Single The Second Time war in Deutschland und der Schweiz ein Top-Ten-Charterfolg, wie auch das Album, das sich am besten in der Schweiz (Platz zehn) und Deutschland (Platz 22) platzieren konnte. Die zweite Single The Touch erreichte mittlere Positionen (Platz 29 in Deutschland, Platz 20 in Belgien (Flandern)), die dritte Single Rage to Love schaffte es in Großbritannien in die Top 20, in Deutschland auf Platz 45.

## Titelliste
Alle Stücke wurden von Ricky Wilde und Marty Wilde geschrieben, außer wo angegeben.
Seite eins
1. The Touch – 4:13
2. Is It Over – 3:56
3. Suburbs of Moscow – 3:24
4. Fit In (Kim Wilde) – 4:38
5. Rage to Love – 4:20

Seite zwei
1. The Second Time – 3:54
2. Bladerunner – 4:29
3. Janine – 3:47
4. Shangri-La (Kim Wilde) – 4:49
5. Thought It Was Goodbye (Kim Wilde, Ricki Wilde, Marty Wilde) – 4:38

## Chartplatzierungen
| ChartsChartplatzierungen       | Höchstplatzierung | Wochen |
| ------------------------------ | ----------------- | ------ |
| Deutschland (GfK)              | 22 (22 Wo.)       | 22     |
| Schweiz (IFPI)                 | 10 (9 Wo.)        | 9      |
| Vereinigtes Königreich (OCC)   | 66 (2 Wo.)        | 2      |
| Vereinigte Staaten (Billboard) | 84 (10 Wo.)       | 10     |